# Pseudocraspedosoma bensai
Pseudocraspedosoma bensai är en mångfotingart som först beskrevs av Manfredi 1935.  Pseudocraspedosoma bensai ingår i släktet Pseudocraspedosoma och familjen Neoatractosomatidae. Inga underarter finns listade i Catalogue of Life.